# Guanosolo
Guanosolo es una localidad del municipio de Nacajuca ubicado en la subregión centro del estado mexicano de Tabasco.

## Geografía
La localidad de Guanosolo se sitúa en las coordenadas geográficas 18°06′41″N 92°54′26″O / 18.111389, -92.907222, a una elevación de 1 metro sobre el nivel del mar.

## Demografía
Según el Conteo de Población y Vivienda 2020, efectuado por el Instituto Nacional de Estadística y Geografía, la localidad de Guanosolo tiene 91 habitantes, de los cuales 47 son del sexo masculino y 44 del sexo femenino. Su tasa de fecundidad es de 2.78 hijos por mujer y tiene 29 viviendas particulares habitadas.
| Gráfica de evolución demográfica de Guanosolo entre 1970 y 2020 |
|                                                                 |
| INEGI.                                                          |